# Banevogteren, landsbyen Ring
Banevogteren eller Banevogteren, Landsbyen Ring er et maleri af L.A. Ring. Det er signeret 1884. Banevogteren er hans første væsentlige landskabskomposition. Maleriet er præget af melankoli på grund af farveholdningen, hvor den blågrå tone er gennemgående. Maleriet blev påbegyndt i 1883, hvor L.A. Ring var taget hjem til sine forældre, da faderen lå for døden. Ring har brugt den lange ventetid med friluftsmaleri og lavede to malerier, hvoraf kun Banevogteren eksisterer.

## Motiv
Motivet er den nyanlagte jernbane Sydbanen, der gik gennem familiens jordlod i landsbyen Ring på Sydsjælland. Maleriet viser en bevogtet jernbaneoverskæring, hvor bommene er lukket, og toget er på vej forbi, mens banevogteren står og kigger mod toget. På skyggen ser man det lukkede led og et barn og en voksen, der venter på, at toget skal passere; barnet har hånden oppe til hilsen.
Tallet "40" på ledvogterhuset referer til en konduiteliste over statens banevogtere, hvor kompetencer og fejl blev noteret, banevogteren her er altså nummer 40. Lokomotivføreren kan se nummeret ved forbikørsel og indberette evt. fejl.

## Modtagelse
Maleriet blev udstillet på "Juleudstillingen ved Charlottenborg" i 1884, hvor det næsten ikke gav nogen omtale i aviserne. Kun på forsiden af Politikens søndagsudgave den 14. december 1884 stod blandt andet:
| „ | Iaar synes det at være de Yngstes Hensigt at overfløje Kunstens Gennembrudsmænd fra Halvfjerdserne i Radikalisme. Men Friheden naar ikke ud over Valget af Motiverne, det skorter paa den tekniske Dygtighed til at gennemføre dem. Vi vælger paa Lykke og Fromme nogle Eksempler blandt mange. L.A. Ring udstiller to Billeder: En Banevogter og En Vogterdreng. Malemaaden og Anordningen er yderlig fri; men Farverne er usande med en gennemgaaende tør, graalig Tone, og Tegningen er ikke videre solid. Hr. Ring gjorde for et par Aar siden en vis Opsigt ved det Dristige og Ny i hans Billeder, men synes nu at være paa vej til at kopiere sig selv. | “ |

Efter udstillingen i 1884 har maleriet været ukendt for offentlighed og glemt, og selv H. Chr. Christensen fik ikke maleriet med i fortegnelsen over Rings malerier.
Men efter at Sveriges Nationalmuseum købte Banevogteren i 1951, efter dets udstilling i Esbjerg i 1973 og efter det blev vist på udenlandske museer i 1980'erne har maleriet fået anerkendelse; maleriet er i dag kendt og værdsat for Rings tekniske dygtighed, hans malemåde og farvevalg.
Siden 1951, hvor maleriet kom frem i offentligheden, er der skrevet mere end 150 artikler om Rings kunst, og Banevogteren er nok det maleri, der har fået flest omtaler.

## Komposition
L.A. Ring har gjort brug af det gyldne snit, linearperspektivet og den lodrette midterlinje i billedets komposition. Banevogteren står i højre sides lodrette gyldne snit, og banens tracé tangerer det venstre. Ledvogterhuset og banevogterens jakke står på nederste vandrette gyldne snit, og venstre skinne i jernbanesporet begynder i øverste. Forsvindingspunktet ligger lige bag lokomotivet, som banevogteren kigger på, og som beskuerens øjne søger mod. Jernbanesporet går diagonalt ind i billedet og derefter svinger og forsvinder det skråt ud - et typisk ledemotiv for Ring. Han anvender ofte vejen som ledemotiv, og ikke bare landevejen, hulvejen og markvejen, men også vandveje som bække, åløb og telefontråde.
Den lodrette midterlinje deler billedet i to: venstre del er moderne og dynamisk med tog og telegraftråde, mens højre side er stabilit. Midterlinjen er ikke brugt til at skabe en symmetri, men brugt til at fremhæve forskellen.

### Beskæring
Beskæringen er usædvanlig, idet venstre billedkant overskærer skinnerne og skyggerne fra banevogteren og ledvogterhuset. Øverst skæres telegraftrådene og telegrafpælen over. I højre side skæres hytten over, så man ikke kan se hjørnet, og hyttens nummer er malet helt ude ved kanten.

## Proveniens
Maleriet har kun haft tre ejere; i 65 år var det familien Wimmer.
- Solgt på "Juleudstillingen ved Charlottenborg" 1884 for kr. 200,- til ukendt.
- Solgt 16. marts 1886 på kunstauktion på Kafé Berninas Gaard for kr. 75, - til runologen Ludvig Wimmer
- I arv til Wimmers datter Elise Wimmer 1920
- I arv til Elise Wimmers veninde Emile Westergård 1950
- Solgt på auktion i Kunsthallen 9. maj 1951 til Nationalmuseum i Stockholm for kr. 7800,-

## Udstillinger
Banevogteren har været udstillet følgende steder:
- "Juleudstillingen ved Charlottenborg", København, 1884
- "Scandinavian Painters", The Gallery of Modern Art, New York, 1965
- Vandreudstilling på Prins Eugens Waldemarsudde, Malmø Museum og Kunstpavillionen i Esbjerg,1973
- "Northern Light: Realism and Symbolism in Scandinavian Painting", Corcoran Gallery of Art i Washington, The Brooklyn Museum i New York 1982 og samme udstilling The Minneapolis Instistute of Art i Minnesota i 1983
- Restrospektiv udstilling af Rings værker, Ordrupgaard, 1984
- Göteborgs Konstmuseum, 1992
- "Nordiske stemninger", Blaafarveværket, Oslo, 2003
- "På kanten af verden", Statens Museum for Kunst og Randers Kunstmuseum, 2006-07
- "The Railway Art in the Age of Steam", Walker Art Gallery i Liverpool og Nelson-Atkins Museum of Art i Kansas City, 2008-09